# Anchon agnatum
Anchon agnatum är en insektsart som beskrevs av Capener 1972. Anchon agnatum ingår i släktet Anchon och familjen hornstritar. Inga underarter finns listade i Catalogue of Life.